# الإسلام في غرينادا
الإسلام في غرينادا وَصل الإسلام حديثاً لدولة غرينادا (دولة تقع في جزر الهند الغربية في البحر الكاريبي) عن طريق نشاط الدعوة الإسلامية في منطقة البحر الكاريبي، ولجماعة البلاليين نشاط ملموس في الدعوة بِهَذِهِ المنطقة، وأقرب مناطق المسلمين إلى دولة غرينادا هي ترينداد، وهناك تعاون إسلامي بينهم وبين مسلمي ترينداد وتوباجو. يوجد أكثر من 500 مسلم في غرينادا، يشكلون 0.75٪ من السكان.
قدر عدد المسلمين بغرينادا في عام 1994 بأكثر من 200 مسلم، ولقد أرسلت الجالية الإسلامية في غرينادا أحد طلابها للدراسة بالجامعة الإسلامية بالمدينة المنورة وقد أتم دراسته، واستطاع المسلمون عن طريق مساعدة الصندوق الإسلامي أن يؤسسوا ورشة للجلود يستخدمونها كمركز للنشاطات الاقتصادية لأبناء الجالية المسلمة وهناك حاجة ملحة لإقامة مركز إسلامي ومسجد.